# گندم‌گون

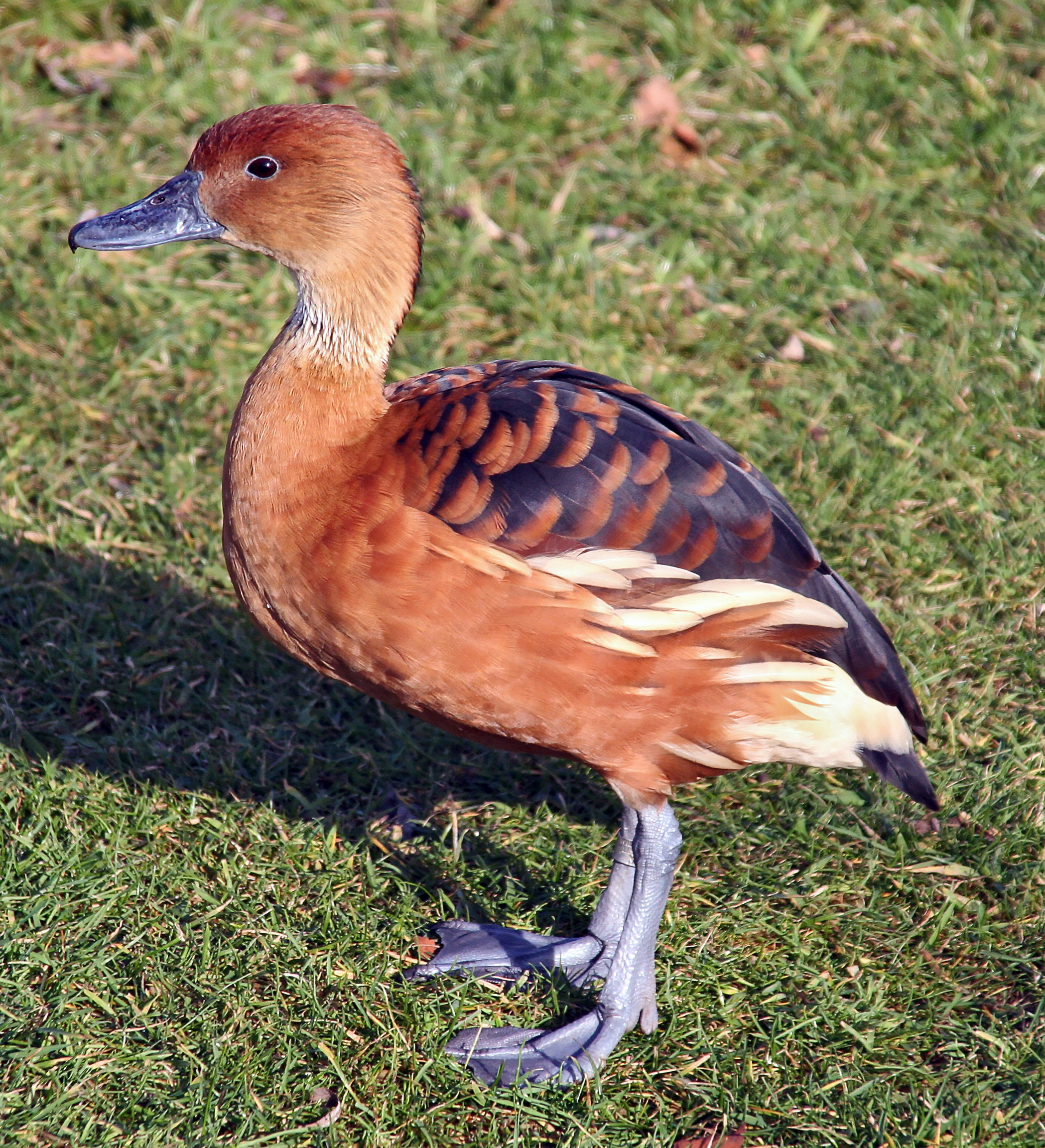
اردک سوت‌زن گندم‌گون.

گَندُم‌گون گونه‌ای رنگ است که از پرده‌های زرد مایل به سرخ و زرد مایل به قهوه‌ای به‌شمار می‌رود. 
گندم‌گون از انواع رنگ‌های پوست صورت و بدن انسان به‌شمار می‌رود و در ادبیات فارسی نیز به این رنگ اشاره شده‌است ازجمله خاقانی که می‌گوید:
آن خال جو سنگش ببین، آن روی گندم‌گون نگر / بر خاک راه او مرا جو جو دل پر خون‌نگر
هست از پری رخساره‌ای در نسل آدم شورشی / شور بنی آدم همه ز آن روی گندم‌گون نگر
از صفت گندم‌گون در نام‌گذاری شمار زیادی از پرندگان و دیگر جانوران و برخی از قارچ‌ها استفاده شده‌است، برای نمونه الیکایی گندم‌گون و اردک سوت‌زن گندم‌گون.